# アレクサンドル・ノヴァク
アレクサンドル・ワレンチノヴィチ・ノヴァク（ロシア語: Алекса́ндр Валенти́нович Но́вак、1971年8月23日 - ）は、ロシアの政治家。2012年5月21日からロシア連邦エネルギー相を務めている。氏名はアレクサンドル・ノワクまたはノバクとも表記される

## 来歴
1971年8月23日、ウクライナ・ソビエト社会主義共和国ドネツィク州（ドネツク州）アウディーイウカ生まれ。1979年、父ワレンチンがノリリスク・ナジェージジンスク冶金工場（ノリリスク・ニッケル社の一部）の建設工事の仕事を得たため一家でノリリスクに移住し、母ゾヤも同工場で経理担当者として働いた。
1988年、ノリリスク産業大学に入学し、同じ頃ノリリスク鉱業・冶金コンビナートでの勤務も始めた。1993年、ノリリスク産業大学を卒業（専門：冶金工業における経済とマネージメント）。ノリリスク鉱業・冶金コンビナートには1999年まで勤務し、1999年、ノリリスク鉱業会社経済担当副社長となった。2000年にはノリリスク・ニッケル社のHR部門副部長に就任している（当時のHR部長はオリガ・ゴロジェツであった）。2000年から2002年まではノリリスク市財務経済担当副市長、第一副市長、また2002年から2007年まではクラスノヤルスク地方副知事、2007年 - 2008年には クラスノヤルスク地方第一副知事、2008年7月～9月 クラスノヤルスク地方第一副知事、同地方政府首長兼任をつとめ、2008年9月、アレクセイ・クドリン財務相に抜擢されロシア連邦財務省次官となる。また、2009年にモスクワ大学マネージメント学部を卒業している。 
2013年5月、ロシア連邦エネルギー大臣に就任したが、元財務省次官でエネルギー分野での経験が乏しいことから、ノヴァク起用によりエネルギー省の弱体化が懸念され、また専門家の間では同省の役割が税制に特化したものになるのではとの見方もある。